# Стрелковый полк РККА
Стрелко́вый полк (сп) — общевойсковая воинская часть, основное тактическое формирование стрелков РККА, НКВД и ВМФ ВС Союза ССР, до и во время Второй мировой войны, являющееся самостоятельной административной и хозяйственной единицей в вооружённых силах. 
Стрелковый полк представляет собой совокупность штаба, стрелковых подразделений в составе полка и иных подразделений, таких, как артиллерийских, сапёрных, подразделений обеспечения, управления. При этом стрелковый полк, в отличие от меньшего формирования (стрелкового батальона), имел в составе все боевые подразделения и подразделения обеспечения, позволяющие вести автономную боевую деятельность, а в отличие от большего оперативно-тактического формирования (стрелковой дивизии) — выраженное количественное преобладание стрелковых подразделений над остальными подразделениями. Стрелковый полк имел свой общевойсковой номер (например, 844-й стрелковый полк) и условный (например, войсковая часть № 7157), свою гербовую печать и Боевое Знамя; в ходе войны полк мог быть награждён орденами или полку могло быть присвоено почётное звание (Гвардейский) или почётное наименование (например, 844-й стрелковый Паневежисский полк). Обычно стрелковые полки входили в состав стрелковой дивизии, однако имелось и небольшое количество отдельных стрелковых полков, находящихся в подчинении командования корпуса, армии или фронта. Всего за время войны имелось около 100 отдельных стрелковых полков, сводных стрелковых полков и полков морской пехоты и НКВД; в основном это было характерно для первых лет Великой Отечественной войны. Кроме того, по тем или иным причинам на протяжении всей войны в боевых действиях принимали участие около 200 отдельных запасных стрелковых полков.

## Состав, вооружение и транспорт
Приводятся данные по состоянию на начало войны, исходя из штата 04/401 (то е. штата военного времени) от 5 апреля 1941 года. Дальнейшие изменения количества в ходе войны приводятся ниже.

### Личный состав
|            | Командный начальствующий состав | Младший командный состав | Рядовой состав |
| ---------- | ------------------------------- | ------------------------ | -------------- |
| Количество | 187                             | 435                      | 2 560          |

Всего: 3 182 человека

### Стрелковое вооружение
|            | Пистолеты (револьверы) | Пистолеты-пулемёты | Винтовки | Винтовки снайперские | Карабины | Самозарядные винтовки | Ручные пулемёты | Станковые пулемёты |
| ---------- | ---------------------- | ------------------ | -------- | -------------------- | -------- | --------------------- | --------------- | ------------------ |
| Количество | 438                    | 315                | 821      | 74                   | 409      | 1002                  | 116             | 54                 |

### СредстваПВО
|            | Комплексные зенитные пулемёты 7,62 мм | Зенитные пулемёты 12,7 мм |
| ---------- | ------------------------------------- | ------------------------- |
| Количество | 6                                     | 3                         |

### Артиллерияиминомёты
|            | Миномёты 50-мм | Миномёты 82-мм | Миномёты 120-мм | Пушки 45-мм | Пушки 76-мм |
| ---------- | -------------- | -------------- | --------------- | ----------- | ----------- |
| Количество | 27             | 18             | 4               | 12          | 6           |

### Транспорт
|            | Верховые лошади | Конные повозки | Грузовые автомобили | Специальные автомобили | Радиостанции на автомобильном шасси | Легковые автомобили |
| ---------- | --------------- | -------------- | ------------------- | ---------------------- | ----------------------------------- | ------------------- |
| Количество | 109             | 233            | 18                  | 0                      | 0                                   | 1                   |

### Радиостанции и полевые кухни
В полку насчитывалось 24 радиостанции и 21 полевая кухня

## Подразделения полка и должностные лица
Приводятся данные по состоянию на начало войны, исходя из штата 04/401 от 5 апреля 1941 года. Дальнейшие изменения структуры и вооружения полка в ходе войны приводятся ниже.

### Командир полка
Командиру полка подчинялся весь личный состав полка, он же и нёс полную ответственность за состояние военной части и её боевые действия. Полномочия командира стрелкового полка были ограничены с началом войны наличием в полку военного комиссара, обладавшего не меньшими полномочиями, чем командир полка, а в отдельных случаях — и большими. Институт военных комиссаров в РККА был введён вновь согласно Указа Президиума Верховного Совета СССР 16 июля 1941 года.
Во время Второй мировой войны на должность командира стрелкового полка назначались по штату полковники, в реальности назначались также подполковники и майоры. Вооружение командира полка: один пистолет (по штату ТТ, в реальности мог быть например, Наган); по штату командиру полка (так же, как и военному комиссару) полагалась верховая лошадь.
В непосредственном подчинении командира полка находились:
- Начальник штаба вместе со штабом полка
- Пом. командира полка по политической части вместе с партийно-политическим аппаратом (до введении с началом войны должности военного комиссара)
- Адъютант командира полка[1]
- Начальник артиллерии полка
- Начальник химической службы полка
- Полковой инженер
- Старший врач полка
- Старший ветеринарный врач полка
- Пом. командира полка по снабжению
- Командиры стрелковых батальонов

Каждое лицо, подчинённое командиру полка, по штату было вооружено пистолетом (револьвером).

### Штаб полка
Штаб полка возглавлялся начальником штаба полка в звании подполковника. Штаб состоял из 8 человек комначсостава, одного делопроизводителя в звании старшины и двух писарей-рядовых. На вооружении собственно штаба полка находились 7 пистолетов, 1 пистолет-пулемёт (ППД) и три винтовки или карабина (винтовка Мосина). Штабу полка полагалось 7 верховых лошадей.
Начальник штаба полка имел своих помощников (сокращённо ПНШ):
- Помощник начальника штаба по оперативной работе или ПНШ-1. В частности вёл подсчёты боевой численности подразделений, оформлял приказы, вёл рабочую карту, журнал боевых действий и т. п.. Замещал начальника штаба в его отсутствие. Воинское звание по штату — капитан
- Помощник начальника штаба по разведке или ПНШ-2. В частности, планировал и осуществлял разведку противника, отвечал за укомплектование и боевую подготовку подчинённых ему взводов пешей и конной разведки. Воинское звание по штату — капитан. В его непосредственном подчинении находились:
  - Взвод конной разведки. Возглавлялся командиром взвода в звании лейтенанта; во взводе было 4 человека сержантского состава и 27 рядовых. На вооружении взвода состояли 14 пистолетов-пулемётов, 15 самозарядных винтовок (СВТ-38, СВТ-40 или АВС-36), 3 ручных пулемёта Дегтярева; взвод располагал 32 верховыми лошадьми.
  - Взвод пешей разведки. Возглавлялся командиром взвода в звании лейтенанта; во взводе было 5 человек сержантского состава и 47 рядовых. На вооружении взвода состояли 4 пистолета, 14 пистолетов-пулемётов, 2 снайперских винтовки, 33 самозарядных винтовок, 4 ручных пулемёта; средств транспорта взводу не полагалось .
- Помощник начальника штаба по связи или ПНШ-3, начальник связи полка. Нёс ответственность за организацию проводной и радиосвязи в полку. Воинское звание по штату — капитан. В его непосредственном подчинении находились:
  - Рота связи. Возглавлялась командиром роты, вооружённым пистолетом, в распоряжении командира находилось 5 верховых лошадей и 10 повозок. В роте был политрук (1 пистолет), старшина роты и писарь (2 винтовки или карабина).
    - Штабной взвод. Возглавлялся командиром взвода; в составе было 3 сержанта и 17 рядовых, вооружённых 21 винтовкой.
    - Телефонно-светосигнальный взвод. В составе роты их было два, каждый из которых возглавлялся командиром взвода, в составе взвода было 3 сержанта и 22 рядовых. На вооружении взвода состояли 25 винтовок и 1 пистолет.
    - Радиовзвод. Возглавлялся командиром взвода, в составе было 4 сержанта и 4 рядовых, на вооружении взвода состояли 8 винтовок и один пистолет, взвод располагал тремя радиостанциями
- Помощник начальника штаба по личному составу или ПНШ-4. Организовывал ведение и хранение полковой документации. Воинское звание по штату — капитан. В его непосредственном подчинении находились делопроизводитель и два писаря.
- Помощник начальника штаба по тыловому обеспечению и снабжению или ПНШ-5. Должен был организовывать снабжение полка боеприпасами, пищей, медикаментами и прочим. Воинское звание по штату — капитан.
- Помощник начальника штаба по специальной связи или ПНШ-6. Отвечал за кодирование связи и кодирование обозначений топографических карт. Воинское звание по штату — старший лейтенант.
- Переводчик 2 разряда. Воинское звание по штату — Техник-интендант 2-го ранга.

В непосредственном подчинении начальника штаба также находились:
- Комендантский взвод, в состав которого входили стрелковое отделение для охраны, а также хозяйственное отделение, повара. Возглавлялся командиром взвода, в составе имелось 4 сержанта, 23 рядовых. Располагал 3 пистолетами-пулемётами, 11 винтовками, 9 самозарядными винтовками, 1 ручным пулемётом, 3 повозками, 1 легковым автомобилем и 3 кухнями походными кавалерийского образца для штаба, хозяйственной части, рот связи, саперной; взводов конной разведки, пешей разведки, комендантского, ПХО и музыкантского.
- Музыкантский взвод[1], возглавляемый командиром взвода, при двух сержантах и 10 рядовых. Располагал 5 пистолетами и 8 винтовками.
- Рота противовоздушной обороны. Рота возглавлялась командиром и замполитом, вооружёнными пистолетами; в составе был ротный старшина, вооружённый винтовкой или карабином. В составе роты были два взвода. Первый взвод, возглавляемый командиром, вооружённым пистолетом, имел в своём составе шесть пулемётных расчётов, вооружённых каждый комплексным зенитным пулемётом калибра 7,62 миллиметра. Каждый расчёт состоял из командира расчёта в сержантском звании при личном оружии в виде пистолета, пулемётчика, двух помощников пулемётчика и водителя, все рядовые, личное оружие — винтовка. На расчёт выделялся грузовой автомобиль (ГАЗ-3А). Второй взвод также состоял из трёх аналогичных вышеприведённым расчётов, однако вооружённых 12,7-миллиметровыми зенитными модификациями пулемёта ДШК.

### Партийно-политический аппарат
Партийно-политический аппарат полка состоял из четырёх человек начальствующего состава, вооружённых пистолетами. На начало войны в полку имелся заместитель командира полка по политической части, который вскоре после начала войны был заменён комиссаром, который уже не находился в подчинении командира полка. Кроме замполита (комиссара) в составе полкового аппарата входили парторг, комсорг и агитатор.

### Стрелковые батальоны
В каждом стрелковом полку было три стрелковых батальона. В каждом стрелковом батальоне было 778 человек личного состава, из них 35 человек командно-начальствующего состава, 103 человека младшего командного состава (сержанты) и 640 человек рядового состава. Стрелковый батальон возглавлялся командиром батальона в звании майора. Вооружение командира — пистолет; командиру полагалась верховая лошадь.

#### Штаб батальона
Штаб стрелкового батальона состоял из двух человек командно-начальствующего состава (старшего адъютанта, адъютанта), химического инструктора (младший командный состав) и одного рядового-коновода. Им полагались один пистолет, один пистолет-пулемёт и две винтовки; две верховые лошади. Непосредственно в подчинении штаба батальона находились:
- Взвод связи батальона в составе 33 человек, состоящих из офицера — командира взвода, 2 рядовых-повозочных с двумя телефонными повозками и двумя лошадьми, телефонной станции из 5 человек включая одного сержанта, радиогруппы из 5 сержантов (каждый с радиостанцией) и 2 рядовых, и двух телефонно-кабельных групп по девять человек, включая одного сержанта. На вооружении пистолет-пулемёты, пистолеты, винтовки.
- Санитарный взвод батальона состоящий из офицера — командира взвода (военфельдшера), 3 санинструкторов и 4 санитаров. На них приходилось по штату один пистолет и две винтовки. В распоряжении санитарного взвода была 1 пароконнaя повозкa.
- Хозяйственный взвод батальона состоящий из офицера — командира взвода, 3 сержантов и 29 рядовых, вооружённых одним пистолетом и 32 винтовками. В распоряжении взвода было 6 пароконных повозок и 4 полевых кухни.

#### Стрелковая рота
В каждом батальоне было три стрелковых роты. В стрелковых ротах имелись командир в звании капитана, замполит, старшина (младший командный состав), писарь (младший администратор), два снайпера и посыльный (рядовые). Командир и замполит роты были вооружены пистолетами, старшина, писарь и рядовые — самозарядными винтовками. Стрелковая рота состояла из трёх стрелковых взводов, одного пулемётного взвода и санитарного отделения.
- Стрелковый взвод. Возглавлялся командиром взвода в звании лейтенанта, вооружённого пистолетом; помощник командира взвода, вооружённый пистолетом-пулемётом, был из сержантского состава; также в составе взвода был посыльный с самозарядной винтовкой. Взвод состоял из четырёх стрелковых отделений, каждое возглавлялось сержантом, которому по штату полагалась самозарядная винтовка. Остальные в отделении относились к рядовому составу: пулемётчик (пистолет и ручной пулемёт), помощник пулемётчика (самозарядная винтовка), два автоматчика (пистолеты-пулемёты) и шесть стрелков (самозарядные винтовки). В состав взвода входило миномётное отделение из одного расчёта 50-миллиметрового миномёта, возглавляемое сержантом и трёх рядовых расчёта (на вооружении карабины, пистолет). В одном из зводов в этом отделении был ещё и повозочный с винтовкой и одной лошадью для миномётной повозки (одна для трёх миномётов).
- Пулемётный взвод. Возглавлялся командиром взвода в звании лейтенанта, вооружённого пистолетом. Он располагал также повозочным с винтовкой и двумя лошадьми для пулемётной повозки (одна на два пулемёта). Взвод состоял из двух расчётов станкового пулемёта, соответственно каждый расчёт был вооружён пулемётом ДС, командиром расчёта являлся сержант, вооружённый винтовкой; в составе расчёта было четыре рядовых: наводчик с пистолетом и три номера расчёта с винтовками.
- Санитарное отделение состояло из командира отделения сержанта-санинструктора и четырёх санитаров, на всех был один пистолет у командира.

#### Пулемётная рота
В каждом стрелковом батальоне была пулемётная рота, возглавляемая командиром в звании капитан, вооружённого пистолетом. Командиру полагалась верховая лошадь. Замполит роты вооружался пистолетом. Старшина (младший командный состав), рядовые — писарь, наблюдатель, три телефониста вооружались винтовками.
Пулемётная рота состояла из трёх взводов. Каждый возглавлялся командиром (лейтенант) с пистолетом. Во взводе было четыре расчёта пулемёта. Расчёты состояли из семи человек: командира, наводчика и пяти пулемётчиков. Вооружение — пулемёт Максим, пистолет, шесть винтовок. В каждом взводе было две пароконные пулемётные повозки.
Всего в пулемётной роте было 95 человек личного состава: 5 человек среднего командного состава, 13 — младшего командного состава, 77 — рядового состава. На вооружении: 12 станковых пулемётов Максим, 78 винтовок и 17 пистолетов или револьверов. Транспортные средства — 6 пароконных пулемётных повозок, одна верховая лошадь и 12 обозных лошадей.

#### Миномётная рота
В миномётной роте было 52 человека личного состава. Из них 5 человек среднего командного состава, 7 — младшего и 40 человек рядового состава. Возглавлялась командиром в звании капитан и политруком в звании политрук. В отделении управления было 5 человек: старшина роты и 4 телефониста, один из которых был старшим. В отделении была одна повозка-двуколка с лошадью.
Основные подразделения роты — три миномётных взвода, каждый во главе с командиром в звании лейтенант. Взвода состояли из двух отделений возглавляемых сержантами. Каждое отделение 82 мм батальонного миномёта включало семь человек: командира, наводчика, 4 подносчиков мин и повозочного с миномётной двуколкой и повозочной лошадью. Всего в каждом миномётном взводе — 15 человек личного состава.
На вооружении роты — 6 батальонных 82 мм миномёта, карабины, пистолеты или револьверы системы Наган и в обозочных винтовки. Транспорт — 7 повозок двуколок, 7 обозных лошадей.

#### Взвод 45-мм пушек
Во взводе 45-мм пушек было 18 человек личного состава. Возглавлялся командиром в звании лейтенанта. Ему полагалась верховая лошадь. Непосредственно в его подчинении был разведчик (рядовой).
Взвод состоял из двух расчётов 45-мм орудий в составе 8 человек каждый. Возглавлялся расчёт командиром орудия в звании сержанта. В его подчинении были наводчик (вооружался пистолетом), заряжающий, снарядный, 2 подносчика снарядов и 2 повозочных. Во время марша один из повозочных управлял пароконным артиллерийским передком с орудием, другой пароконным зарядным ящиком на двух ходах (передним и задним).
На вооружении взвода — два 45-мм орудия, 3 пистолета, 15 карабинов. Транспорт: 2 артиллерийских передка, 2 зарядных ящика на двух ходах каждый (передним и задним), 1 верховая и 8 артиллерийских лошадей. Передок орудия и передний ход зарядного ящика идентичны. У заднего хода зарядного ящика были небольшие отличия в прицепном устройстве в сравнении с передним ходом зарядного ящика или передком орудия.

#### Вооружение батальона
Всего на вооружении стрелкового батальона было:
| винтовок со штыком                           | 167 |
| самозарядных винтовок                        | 294 |
| винтовок снайперских с оптическими прицелами | 24  |
| карабинов                                    | 77  |
| пистолетов                                   | 113 |
| пистолетов-пулемётов                         | 86  |
| ручных пулемётов ДП                          | 36  |
| станковых пулемётов ДС                       | 6   |
| станковых пулемётов Максим                   | 12  |
| ротных 50-мм миномётов                       | 9   |
| батальонных 82-мм миномётов                  | 6   |
| противотанковых 45-мм пушек с передком       | 2   |

Стрелковый батальон располагал 16 пароконными повозками, 12 двуколками, 4 полевыми кухнями и 2 зарядными ящиками на двух ходах каждый (передним и задним). В каждом стрелковом батальоне было 5 верховых, 52 обозных и 8 артиллерийских лошадей, а также 5 радиостанций.

### Полковая артиллерия
Полковая артиллерия подчинялась начальнику артиллерии полка. Она состояла из трёх батарей.
- Батарея 45-мм пушек

На вооружении батареи находились шесть 45-мм противотанковых пушек. Батарея возглавлялась командиром батареи; за политическую работу отвечал политрук (оба были вооружены пистолетами); в батарее имелся старшина, вооружённый винтовкой. На них имелось по штату три верховых лошади. Кроме того, в штат батареи входили два рядовых разведчика (каждый при верховой лошади), также вооружённых винтовками. Батарея состояла из трёх огневых взводов, в каждом из которых имелся командир (личное оружие пистолет) и два расчёта орудий. Расчёт 45-мм орудия состоял из 8 человек, двух в сержантском звании и шести рядовых, в качестве личного оружия имевших один пистолет и семь винтовок. В распоряжении расчёта имелась одна верховая лошадь и одна повозка. Батарея располагала полевой кухней.
- Батарея 76-мм пушек

На вооружении батареи находились шесть 76-мм полковых пушек Батарея возглавлялась командиром батареи, за политическую работу отвечал политрук, в батарее имелся старшина. Также в батарее имелись фельдшер и ветеринарный фельдшер в офицерских званиях. На них имелось по штату пять верховых лошадей. Батарея состояла из трёх огневых взводов, в каждом из которых имелся командир, старший ездовой (в распоряжении имелось две лошади) и два расчёта орудий. Расчёт 76-мм орудия состоял из 11 человек, двух в сержантском звании и девяти рядовых. В распоряжении расчёта имелась одна верховая лошадь. В отличие от батареи 45-мм пушек, в этой батарее имелись ещё взвод управления (1 офицер, 5 сержантов и 18 рядовых при 6 лошадях и 6 повозках, 6 радиостанциях), взвод боепитания (1 офицер, 3 сержантов и 21 рядовой при 4 лошадях и 9 повозках) и хозяйственный взвод (2 сержантов и 9 рядовой при 2 лошадях, 1 повозке и 2 полевых кухнях). Личное оружие батареи представляло собой 13 пистолетов, 5 пистолетов-пулемётов и 114 карабинов.
- Батарея 120-мм миномётов

На вооружении батареи находились четыре 120-миллиметровых полковых миномёта. Батарея возглавлялась командиром батареи, вооружённым пистолетом; за политическую работу отвечал политрук вооружённый пистолетом-пулемётом; в батарее имелся старшина, вооружённый винтовкой. На них имелось по штату три верховых лошади. Кроме того, в штат батареи входили два рядовых разведчика (каждый при верховой лошади), также вооружённых винтовками. Батарея располагала пятью телефонистами рядового состава при пяти винтовках и рядовым ездовым при винтовке и повозке. Батарея состояла из двух огневых взводов, в каждом из которых имелся командир и два расчёта миномётов. Расчёт 120-мм миномёта состоял из 10 человек, одного в сержантском звании и девяти рядовых, вооружённых соответственно одним пистолетом и девятью винтовками. В распоряжении расчёта имелась одна повозка.

### Сапёрная рота
Сапёрная рота курировалась полковым инженером, который отвечал в полку за постройку укреплений, различных видов заграждений, блиндажей, окопов и траншей в полосе действия полка, за обустройство командного и наблюдательного пунктов командования полка, а также за организацию форсирования рек и многое другое. Непосредственное командование сапёрной ротой осуществлял её командир; в роте также имелся политрук (оба при верховых лошадях и пистолетах), начальник химической службы роты (также офицер) в роте присутствовал старшина и посыльный. Последним трём по штату полагались винтовки. Рота состояла из двух сапёрных взводов, в каждом из которых имелся командир (офицер), пять сержантов и 32 рядовых сапёра. На взвод полагалось 5 пистолетов и 33 винтовки. В роте имелось хозяйственное отделение из трёх рядовых, возглавляемое сержантом, при четырёх винтовках и трёх повозках.

### Взвод ПХО(Противохимической обороны)
Курировался начхимом полка, возглавлялся командиром взвода в звании лейтенант или мл.лейтенант,  располагал также 3 младшими командирами и 16 рядовыми. Командиру взвода полагался пистолет, остальные были вооружены винтовками. На взвод по штату полагалось 4 повозки.

### Санитарная рота
За организацию медицинской помощи в полку и санитарное состояние части отвечал старший врач полка. Санитарная рота возглавлялась врачом в офицерском звании; кроме него в роте было ещё три врача-офицера, 11 фельдшеров и 40 лиц рядового состава. На них, исключая старшего врача, полагалось 4 пистолета, 27 винтовок, 13 повозок и 9 грузовых автомобилей, а также одна полевая кухня.

### Ветеринарный лазарет
Лазарет возглавлялся старшим ветеринарным врачом полка, ответственным за состояние, содержание и лечение конского состава. Всего в лазарете кроме старшего врача, имелось два ветврача в офицерском звании и 10 рядовых, на которых приходились 1 пистолет и 8 винтовок. Лазарет располагал тремя повозками.

### Хозяйственная часть
Возглавлялась начальником хозяйственной части. В состав части входили 7 офицеров, включая начальника, в том числе, начальник артиллерийского вооружения, начальник продовольственной службы, начальник вещевой службы, начальник военно-технической службы, начальник финансовой службы, начальник транспортной службы, а также 8 человек сержантского состава, вооружённых пистолетами и винтовками соответственно. На всех них полагалось 3 верховые лошади. В часть входили:
- Транспортная рота из 5 офицеров (5 пистолетов), включая командира роты, 6 сержантов (6 пистолетов-пулемётов) и 96 рядовых (92 винтовки). Рота располагала 86 конными повозками и двумя полевыми кухнями.
- Мастерские боепитания из 2 офицеров, 6 сержантов и 9 рядовых, на которых полагалось 3 пистолета и 7 винтовок.
- Мастерские обозно-вещевой службы из 2 офицеров, 6 сержантов и 9 рядовых, на которых 8 винтовок.

## Изменения ОШС
В связи с потерями в вооружении и личном составе в начальный период войны, изменениями мобилизационной возможности государства в разное время как в худшую, так и в лучшую стороны, а также накоплением опыта боевого применения стрелковых частей и соединений, в организационно-штатную структуру (ОШС, штатное расписание) стрелкового полка в течение войны вносились ряд изменений.

### 1941 год
Уже 6 июля было принято Постановление ГКО № 41сс от 06.07.41 года, в котором предписывалось сформировать 56 новых стрелковых дивизий. В Постановлении ГКО № 48сс от 08.07.41 года по этим вновь формируемым стрелковым дивизиям уточнялись сроки, а также изменения в их составе, а именно, они создавались без гаубичного артполка. Эти намечаемые изменения пока не касались состава стрелковых полков. Но уже в Постановлении ГКО № 207сс от 19.07.41 года утверждался уточнённый состав вооружения, из которого следовало, что изменения основательно коснулись и состава стрелковых полков этих новых стрелковых дивизий. В частности уменьшалось число станковых и ручных пулемётов, пистолет-пулемётов, миномётов всех калибров, 45 мм противотанковых и 76 мм полковых пушек и многое другое. Руководствуясь этими постановлениями в НКО был принят новый штат № 04/601 от 29 июля 1941 года стрелкового полка сокращённой стрелковой дивизии (военного времени). Принятие этого штата со значительно ослабленным вооружением и составом было связано с громадными потерями в вооружении и личном составе в первые месяцы войны. Формированию по новому штату подлежали вновь создаваемые полки стрелковых дивизий. Изменения в штате № 04/601 стрелкового полка, в сравнении со штатом № 04/401 от 5 апреля 1941 г., были следующими:
- На уровне стрелковой роты
  - Количество ручных пулемётов было уменьшено вдвое, с 12 до 6 стволов.
  - Количество 50-мм миномётов было уменьшено с 3 до 2 стволов.
  - Исключался взвод станковых пулемётов
- На уровне стрелкового батальона
  - Исключалась рота 82-мм миномётов, включался взвод из двух расчётов 82-мм миномётов.
  - Исключался взвод 45-мм пушек.
- На уровне стрелкового полка
  - Исключался один огневой взвод 76-мм пушек, таким образом количество пушек сокращалось до четырёх.
  - Исключался один огневой взвод 120-мм миномётов, таким образом ликвидировалась батарея и оставался один взвод из двух миномётов.

Кроме того, согласно Постановлению ГКО 207сс от 19.07.1941 г., по которому и принимался сокращённый штат стрелковой дивизии от 29 августа, в три раза с 54 до 18 штук уменьшалось число 45 мм противотанковых пушек в сравнении со штатом 04/400 от 5 апреля 1941 года. После этого сокращения 45 мм противотанковые пушки оставались в стрелковой дивизии только на полковом уровне.
Соответственно произошло уменьшение личного состава полка на 487 человек или около 15 %. Всего по штату полка в нём оставалось 2695 человека .
Ослабление огневой мощи стрелкового полка было столь значительным, что уже 9 августа ГКО приняло Постановление № 446сс, в котором отменяет свои же, принятые тремя неделями ранее, решения и вносит изменения в только что принятый 29 июля новый штат. В этом Постановлении число 50 мм миномётов в дивизиях увеличивается на 27 и становится равным 81 (по одному на каждый взвод), а число 82 мм миномётов вновь возвращается к числу 54, то есть в каждом стрелковом батальоне не миномётный взвод, а рота. Окончательно эти изменения, а также и по другим видам вооружения и транспорта стрелковой дивизии и соответственно и полка, закрепляются в Постановление ГКО № 459сс от 11.08.41 г.. Согласно этому последнему Постановлению ГКО продолжалась линия, начатая в Постановлении ГКО 446сс от 9 августа 1941 года, на увеличение миномётного вооружения стрелковых полков, а именно: теперь уже увеличивалось и число 120 мм миномётов в полку с двух до шести. Таким образом в полку вместо миномётного взвода из двух 120 мм миномётов, как в штате 04/601 от 29 июля 1941 года, вводилась полноценная батарея из шести таких миномётов. Это было даже на два 120 мм миномёта больше чем в штате 04/401 начала войны. 
Согласно Постановлению ГКО 459сс от 11 августа 1941 года предусматривалось также и формирование ещё дополнительно 85 стрелковых дивизий к тем новым 56 стрелковым дивизиям, которые создавались по постановлениям ГКО июля 1941 года. Значительная часть из числа новых 56 стрелковых дивизий была сформирована ещё до выхода Постановления ГКО 459сс, то есть до 11 августа 1941 года, и естественно эти дивизии содержались по первоначальному варианту штата 04/600. Те стрелковые дивизии, из числа 56 новых, которые были окончательно сформированы во второй половине августа, содержались уже по изменённому штату 04/600. Стрелковые дивизии (а значит и стрелковые полки, входящие в их состав) из числа 85 новых формировались уже согласно изменённому штату 04/600 (изменения по Постановлению ГКО № 459сс) вплоть до начала октября 1941 года. Вместе с тем ещё в июле было и Постановление ГКО 218сс от 20.07.1941 года по формированию одной стрелковой дивизии нормального состава (14483 человека) в Закавказском ВО в городе Баку. Фактически стрелковые дивизии входящие в Действующий состав РККА во второй половине 1941 года начиная с августа содержались по двум штатам: 04/400 или 04/600. Причём последний существовал в двух вариантах — начальном от 29 июля и с изменениями от 11 августа 1941 года (согласно Постановлению ГКО № 459сс) . Число дивизий штатов 04/400 и начального варианта 04/600 согласно Приказа НКО № 0074 от 20 августа, с течением времени уменьшалось.
После выхода 13 августа 1941 года Приказа НКО № 0285 «О реорганизации войск химической защиты Красной Армии» в штаты № 04/401 и № 04/601 стрелкового полка в НКО 24 августа 1941 года были внесены очередные изменения. Взвод ПХО(Противохимической обороны) был переименован в ХВЗ(химический взвод защиты), при этом его численность увеличилась на 19 бойцов и стала составлять 39 человек.
12 октября 1941 года Приказом НКО № 0405, 12 октября 1941 г., «О реорганизации миномётных подразделений в батальоны и дивизионы» из состава стрелковых рот и батальонов вообще были изъяты миномёты и сведены в миномётные батальоны в составе стрелковых полков (по 24 50-мм и 82-мм миномётов, всего 48 миномётов). В свою очередь, 120-мм миномёты были изъяты из состава полков и переданы на дивизионный уровень. 
Приказом НКО № 0406 12 октября 1941 г. в состав полка была введена рота автоматчиков в количестве 100 человек, вооружённых пистолетами-пулемётами, с командиром роты, старшиной и политруком.

Приказ о введении в штат стрелковых полков рот автоматчиков № 0406 12 октября 1941 г.
В современном бою пехоты массовый автоматический огонь представляет огромную огневую силу, сковывая в обороне маневр противника и решительно подавляя его живую силу при наступлении.
Автоматический огонь, применяемый внезапно и большим количеством автоматов, позволяет немедленно расстраивать боевые порядки противника и наносить ему сильнейшее поражение.
Существующая у нас в пехоте организация автоматов не дает командиру полка возможности решительно воздействовать на врага, как при наступлении, так и в обороне массовым автоматическим огнём и тем самым господствовать над ним.
Эта же организация не позволяет иметь в руках старшего пехотного начальника постоянного, маневренного, сильного огневого кулака из автоматчиков, используя которых в любой боевой обстановке, старший пехотный начальник мог бы твердо навязывать свою волю противнику.
Для устранения имеющегося недостатка в автоматическом огне существующей по штату № 04/600 стрелковой дивизии приказываю:
1. Ввести в каждом стрелковом полку в распоряжение командира полка роту бойцов, вооруженных автоматами (ППШ) в составе 100 человек.

2. Именовать роту — ротой автоматчиков.

3. Командирам стрелковых полков широко применять роты автоматчиков для создания решительного огневого превосходства над противником в ближнем бою, в засадах, при обходах, поисках, для прикрытия маневра, используя внезапность и массовость автоматического огня.

Народный комиссар обороны И. Сталин— ф. 4. оп. 11, д. 66, л. 182-183. Подлинник. Опубл. в Сборнике боевых документов Великой Отечественной войны. № 5. М., 1947. С. 24.
Дальнейшие изменения в составе полка последовали по штату от 6 декабря 1941 года № 04/751
В состав полка была введена рота противотанковых ружей в количестве 79 человек с командиром роты, старшиной и политруком. Количество человек в полку увеличилось, по сравнению с предыдущим штатом от 29 июля 1941 г., на 262 военнослужащих  и стало составлять 2957 человек.

### 1942 год
16 марта 1942 года Приказом НКО № 0405 в состав стрелкового батальона была введена рота противотанковых ружей в количестве 16 единиц, а 18 марта 1942 года утверждён новый штат полка № 04/201. Личный состав полка в соответствии с эти штатом увеличился до 3173 человек.
28 июля 1942 года, в связи с хроническим некомплектом личного состава вследствие потерь, вступил в силу новый штат полка № 04/301, в соответствии с которым количество людей в полку вновь уменьшалось до 2517 человек.
В ряде дивизий в 1942 году начался процесс передачи миномётов из дивизий на полковой уровень и с уровня полка на батальонный и ротный уровни. Таким образом, в стрелковых ротах воссоздавались взводы 50-мм миномётов (по 3 миномёта), в батальонах — роты 82-мм миномётов (по 9 миномётов), а в полку — батарея 120-мм миномётов (6 миномётов). Позднее, приказом НКО № 306 от 8 октября 1942 года такая практика была официально закреплена.

Однако фактически до 1943 года стрелковые полки содержались по трём разным штатам, декабря 1941, марта 1942 и июля 1942 года.

### 1942—1944 года
10 декабря 1942 года был утверждён штат № 04/551, в соответствии с которым формировались и укомплектовывались стрелковые полки вплоть до конца 1944 года. Численность стрелкового полка стала составлять 2443 человека. Из стрелковых рот изъяли по одному 50-мм миномёту, в составе остались по 2 миномёта и в миномётной батарее полка добавился один 120-мм миномёт, таким образом их стало 7. Рота противотанковых ружей в батальоне была уменьшена до взвода с 9 ружьями. Полковая сапёрная рота сокращена до сапёрного взвода.
В это же время был утверждён и штат № 04/501 гвардейского стрелкового полка. Основными отличиями в организации гвардейского стрелкового полка от обычного стало наличие двух рот автоматчиков вместо одной, двух станковых пулемётов в стрелковой роте вместо одного, 12 станковых пулемётов в пулемётной роте вместо 9, количество полковых миномётов тоже было увеличено до 8 и наконец в гвардейском стрелковом полку оставалась рота ПТР в количестве 16 ружей. Соответственно увеличивалось и количество личного состава.
15 июля 1943 года последовали незначительные изменения в штате стрелкового полка (как гвардейского, так и обычного), связанные с уменьшением количества винтовок и увеличением пистолетов-пулемётов.

### 1945 год
18 декабря 1944 года был утверждён штат № 05/41 для гвардейских стрелковых полков. В конце Великой Отечественной войны он был задействован для некоторого числа гвардейских дивизий. При этом надо иметь в виду, что обычные стрелковые полки в подавляющем большинстве заканчивали войну по прежнему штату. Таким образом изменения декабря 1944 затронули незначительную часть воинских частей. Из изменений в частности:
На уровне стрелковой роты
- Были сняты с производства 50-мм миномёты и соответственно, исключены из состава рот миномётные взводы.

На уровне стрелкового батальона
- Появились истребительно-противотанковая батарея из четырёх 45-мм пушек
- Миномётная рота стала насчитывать шесть 82-мм миномётов
- Пулемётная рота стала насчитывать 12 станковых пулемётов (Пулемёт Максима или СГ-43)
- Был введён взвод связи в количестве 19 человек, с комплектом, состоящими из 1 телефонного коммутатора, 8 телефонов и 8 километров телефонного кабеля.

На уровне стрелкового полка
- Артиллерийская батарея 76-мм пушек стала состоять из трёх огневых взводов (6 орудий)
- Миномётная батарея 120-мм миномётов стала состоять из 6 миномётов
- Истребительно-противотанковая батарея была вооружена шестью 57-мм противотанковыми орудиями
- Был введён вместо роты ПВО зенитный взвод из шести 12,7-мм зенитных пулемётов.
- Численность взвода пешей разведки была установлена в 38 человек, а взвод конной разведки был упразднён.
- Численность сапёрного взвода, введённого вместо сапёрной роты, была установлена в 27 человек.
- Состав полковой роты связи был определён численностью в 73 человека, состояла рота из трёх взводов (штабного, радиосвязи и телефонного). В роте связи было 6 радиостанций, 2 радиоприёмника, 3 телефонных коммутаторов, 20 телефонов и 32 километров телефонного кабеля.
- Транспортная рота полка стала по штату состоять из 6 машин ГАЗ-АА и 18 парных повозок

В полку по штату насчитывалось 2725 человек, при численности стрелкового батальона в 670 человек, численности стрелковой роты в 114 человек. Также в каждом полку были две роты автоматчиков, каждая численностью в 98 человек. 
Этот штат с июня 1945 года с некоторыми изменениями был объявлен действующим штатом для всех стрелковых полков Красной Армии. Изменения были следующими: численность полка стала составлять 2398 человек, при численности батальона в 555 человек и роты в 104 человека.